# Iszlamizmus
Az iszlamizmus (arabul: إسلام سياسي [iszlám szijászí] ’politikai iszlám’) vagy iszlám fundamentalizmus politikai ideológia, amely szervezett, aktivista mozgalomként teoretikus alapokkal rendelkezik, és eszmetörténeti áramlatként a huszadik század eleje óta nyomon követhető. Radikális változatai jelentősen befolyásolják a Nyugat iszlám-képét, és a közvélemény szemében az iszlám világ megítélését.
Az iszlamizmus nem azonos az iszlámmal. Amíg az iszlám a vallás és civilizáció meghatározása, addig az iszlamizmus politikai kategória, amelynek meghatározása korszakonként változhat. Az iszlamista vezetők hangsúlyozzák az iszlám jog (saría) érvényesítésének szükségességét a társadalom minden szegmensében, a pán-iszlám egységet, és ellenzik a nyugati katonai, gazdasági, politikai, társadalmi vagy kulturális hatások befolyását a muszlim világban.
A fundamentalizmus bizonyos mértékig minden vallás részét képezi, egyfajta válasznak tekinthető az adott kor kihívásaira, tehát téves ezt a fogalmat kizárólagosan az iszlám sajátjának tekinteni. A zsidó és keresztény fundamentalista mozgalmak mellett hindu, buddhista, sőt konfucianista fundamentalizmus is létezik, ilyen értelemben kor- és világjelenség. A fundamentalista mozgalmak, így az iszlamizmus változatai sem egységes gondolkodásmódot követnek, bár főbb ideológia jellemzőik jól körülhatárolhatók.

## Értelmezések
A fundamentalista felfogás a hívők által kinyilatkoztatottnak tekintett vallások közül utoljára az iszlámban jelent meg, amikor a nyugati világ társadalmi és gazdasági fejlődése a hagyományosan agrártártermelésre berendezkedett országokban éreztette a hatását. Maga a szó azonban határozottan nyugati terminus, amerikai protestánsok egy csoportja használta először 1910-ben, amikor szakítottak a liberális protestáns főáramlatokkal, teológiai és bibliaértelmezésbeli elkülönülésüket bizonyítandó. A muszlimok a fundamentalizmust mint kifejezést ezért is elutasítják. Vallási értelemben minden muszlim fundamentalista, mivel a Koránt Isten szó szerinti kinyilatkoztatásának tekinti, szövege szent és sérthetetlen. Ennek a szónak nincs is ilyen értelemben megfelelője az iszlámban, mivel az arab uszúl az iszlám jogrend megfelelője, fundamentuma, amelyhez minden muszlim igazodik.
A fundamentalizmus kifejezés félreértelmezésre, megbélyegzésre adhat okot a rárakódott negatív politikai értelmezések miatt. Alapvető megállapításnak tekinthető az elsősorban radikális iszlámot jelölő fogalmi körben, hogy „nem minden muszlim fundamentalista, és nem minden fundamentalista terrorista”.
Ennek ellenére nyugaton széles körben elterjedt az iszlám fundamentalizmus szóhasználat, utalva a radikális, a vallást eredeti állapotába visszaállítani törekvő mozgalmakra. Tény, hogy a hagyományőrző muszlimok körében a huszadik század vége felé megnövekedett az intoleranciára, fanatizmusra való hajlam, és emelkedett azok száma is, akik a Koránnak csak azt az olvasatát fogadják el, amely minden muszlim számára az iszlám állam létrehozását írja elő, és a társadalom működését csakis az iszlám keretein belül tartják elfogadhatónak. Ezt a hangos, feltűnő csoportot nevezetjük ma fundamentalistáknak.
A 21. század elején az iszlamizmus kifejezés kezd inkább elterjedni, bár a muszlimok ez ellen is tiltakoznak, mondván ez a szó azt sugallja, mintha a radikális mozgalmak az iszlám fő áramlatához tartoznának, így használóik nem veszik figyelembe az iszlám sokszínűségét. Ugyanígy tiltakozást vált ki az iszlamofasizmus szó is, hiszen szerintük a vallást összemossák ezzel a gyűlölt ideológiával.

## Történelmi háttér
A szunnita irányzatok sajátos ágát képezik azok az áramlatok, amelyek teológiai tételeik tekintetében nem különböznek az ortodox vallásjogi iskoláktól (→madzhab), azonban nem feltétlenül kötődnek egy meghatározott madzhabhoz. Közös jellemzőjük, hogy az iszlám megtisztítását hirdetik a rárakódott káros újításoktól (bida). Ezen irányzatok egyszerre tekinthetők vallási és társadalmi mozgalmaknak is. Bár történetileg több különböző, sok esetben egymástól nagyban eltérő társadalmi programot hirdető és vallásjogi kérdésekben különböző elveket valló irányzatokról van szó, az egyes irányzatok sok esetben nem határolhatók el egymástól. A legfontosabb irányzatok: a vahhabiták, szalafiták és a Muszlim Testvériség.
Az iszlám fundamentalisták úgy vélik, Allah könyveiben minden már megtörtént és jövőben történő esemény meg van írva, így saját koruk problémáira is létezik ott válasz, amelynek kiolvasásához a hit tiszta forrása nyújthat segítséget. Tévedés az a főleg nyugaton elterjedt nézet, hogy csak az iszlámon belül létezik egy militáns és fanatikus irányzat, amely ideológiailag az újítások merev elutasítását célozza. Az iszlám fundamentalisták a más vallásokban előforduló mozgalmakhoz hasonlóan, a modernitás következményeivel szemben fogalmaznak meg fenntartásokat.

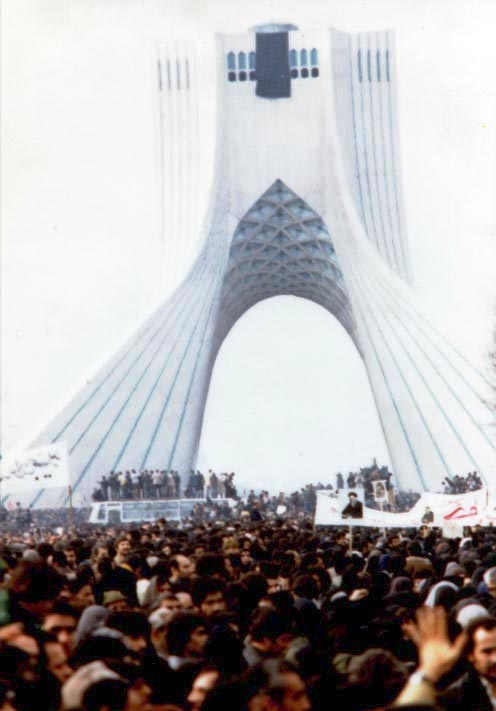
Az iráni forradalom 1979-ben

A modernizációt követni igyekvő muszlim többségű államok kormányai (sokszor nyugati befolyás hatására) szekularizációs törekvésekkel léptek fel például az államigazgatás, a jog, az oktatás területén, háttérbe szorítva az évezredes hagyományokkal rendelkező ulemát, és ezzel az általuk képviselt iszlám jogrendet és törvényeket (fikh, saría). A fundamentalisták ezeket a világi törekvéseket a vallás megsemmisítésére tett kísérletnek vélték, és az iszlám védelmében többször olyan eszközökhöz folyamodtak, amelyek kívül esnek nem csak az általánosan elfogadott emberi normákon, hanem magának az iszlámnak az előírásain is.
Maga a szigorúan vett iszlám állam lényegénél fogva nem lehet szekularizált. A saría áthatja úgy a muszlim közösséget, mint az egyént. Ha nem számítjuk azokat az időszakokat, amikor a mai muszlim többségű államok nyugati hatalmak megszállása, vagy állami irányítása alatt voltak, feltűnő, hogy a történelmi, vallási fundamentalista mozgalmak nem a nacionalista áramlatok mentén alakultak ki, hanem azokat a vallás tisztasága és alapjainak helyreállítása ösztönözte csakúgy, mint az amerikai protestáns mozgalmakat. Amíg a muszlim társadalmak európai befolyás nélkül fejlődtek, a radikális mozgalmak elsődleges célja a valláshoz tapadt oldalhajtások, attól idegen eszmék eltávolításában mutatkozott meg (a vahhabitáknál például a szúfik üldözése, a vallási jelképek lerombolása, a szentek túlzott tiszteletének elutasítása). Később ezek az áramlatok erőteljes nacionalista színezetet öltöttek.
A gyarmatosítók elleni harc eszközeként, a muszlimok többször nyúltak a vallás megtisztításának eszméjéhez, mivel úgy látták, hogy az idegen hatalmak a keresztes hadjáratokhoz hasonló módon az iszlám megsemmisítésére törnek, és saját kormányuk szekularizációs törekvései az idegen betolakodóknak készíti elő a talajt.
A fundamentalisták radikális történelmi előképe a nadzsi Mohamed ibn al-Vahháb (1703–1792) mozgalma, aki szigorú hanbalita (→madzhab) felfogásával az iszlám megtisztítását hirdette a mai Szaúd-Arábia területén. Követői a 18. század végén, illetve a 19. század elején bálványimádásnak minősítették és feldúlták a Próféta rokonainak sírjait (a Próféta sírját megkímélték), elpusztították a síiták kegyhelyeit, és szent háborút folytattak a Korántól és a hagyományoktól idegen nézetek ellen. Bár mozgalmukat Mohamed Ali egyiptomi kormányzó leverte (1818), eszméik Nadzsban túlélték a 20. század elején a muszlim világban kialakult nyugati befolyási övezetek megszilárdulását, és az 1920-as években a Szaúd család megnyerésével a szunnita iszlámnak ez a radikális ága állami rangra emelkedett. A Szaúd család azzal, hogy megszerezte Mekka és Medina (Hidzsáz) fölötti a politikai ellenőrzést, a vahhabiták számára is tág teret engedett nézeteik széles körű terjesztéséhez a haddzs zarándokai között. A szaúdi olajlelőhelyek kiaknázásával az arab világban addig elképzelhetetlen pénzügyi lehetőségekre tettek szert tanaik terjesztésében úgy a közel-keleti muszlim közösségekben, mint a nyugati demokráciákban.

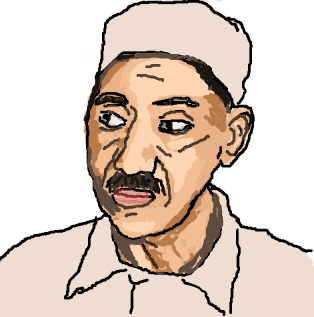
Szajjid Kutb

A szalafita mozgalom a vahhabitákkal rokon eszmeiséget hirdet, önmeghatározásuk szerint a tiszta iszlám "kegyes őseinek" hitét vallják, és a 19. század végén, Egyiptomban vált ismertté. A mai napig a nyugati modernizáció, illetve a hit elkorcsosulása elleni harc jegyében született mozgalmak markáns szunnita képviselője. A szalafita nézetek tetten érhetők a Muszlim Testvériség ideológiájában is, sőt szalafitának tekinthető a Gázai övezetet a 21. század elején fennhatósága alatt tartó palesztin szervezet, a Hamász is.
A Muszlim Testvériség megalapítója, Haszan al-Banna (1906–1949), a 20. század húszas éveiben kidolgozta az iszlamista cselekvés modelljét. Híveket toborzott, vallási iskolákat alapított, kórházakat létesített, és fellépett az írástudatlanság ellen. Vállalkozásokat hozott létre, amelyekből a befolyt összeget mecsetek alapítására, szervezetének politikai szerepvállalására fordította. Az 1936-évi angol–egyiptomi szerződés után felvállalta a palesztin arabok ügyét. Titkos katonai szervezetet hozott létre, amely 1948-tól jelentős szerepet játszott a palesztin háborúban. Banna meggyilkolása (1949) után a szervezet tovább működött. Az 1952-es forradalom után a szervezet politikai szerepvállalását a társadalom morális ellenőrzésével kívánta erősíteni, ez a politikai hatalom részéről ellenkezést váltott ki. A Testvériség válaszul Gamal Abden-Nasszer egyiptomi elnök ellen (sikertelen) merényletet hajtott végre. Ekkor számos aktivistát bebörtönöztek, vezetőit kivégezték. 1965-ben politikai szerepvállalásuk miatt Nasszer újabb letartóztatási hullámot indított ellenük, 1966-ban fő ideológusukat, Szajjid Kutbot is kivégezte. A Muszlim Testvériség főbb célkitűzései megegyeznek a ma ismert főbb iszlamista ideológiai nézetekkel:
- Felszabadítás minden idegen uralom alól. Sem a nyugati, sem a kommunista eszmék nem állhatnak az iszlám fejlődés útjába, a vallás nem szövetkezhet a szekuláris politikai elittel. A szúfizmus, mint az egyéni megváltás hirdetője, üldözendő.
- A közösség által szabadon választott kalifák irányítják az iszlám társadalmat. A társadalmat totális újraszervezésnek vetnék alá az iszlám hagyományoknak megfelelően (öltözködés, család, a nők helyzete, stb.). A jogrendszert az iszlám jognak (saría) megfelelően átszerveznék, amely azonban figyelembe venné a modern kor jellemzőit is.
- Egy különleges gazdasági modell alapján, a kapitalista és szocialista elemek felhasználásával, iszlám gazdasági rendszer kiépítése (iszlámszocializmus).[11]

A Muszlim Testvériség napjainkra sokat vesztett harcos elkötelezett jellegéből, ma már mérsékelt irányvonalat képvisel, és többnyire mint "fél-legális" pártként jellemzik. Az egyik legbefolyásosabb mozgalom az iszlám világban. Az egykor betiltott szervezet ma már parlamenti képviselettel rendelkezik az egyiptomi törvényhozásban, holott eredeti programjuk elutasította a politikai pártokat is, mivel azok megbontják a hívők egységét.

## Az iszlamizmus ideológusai

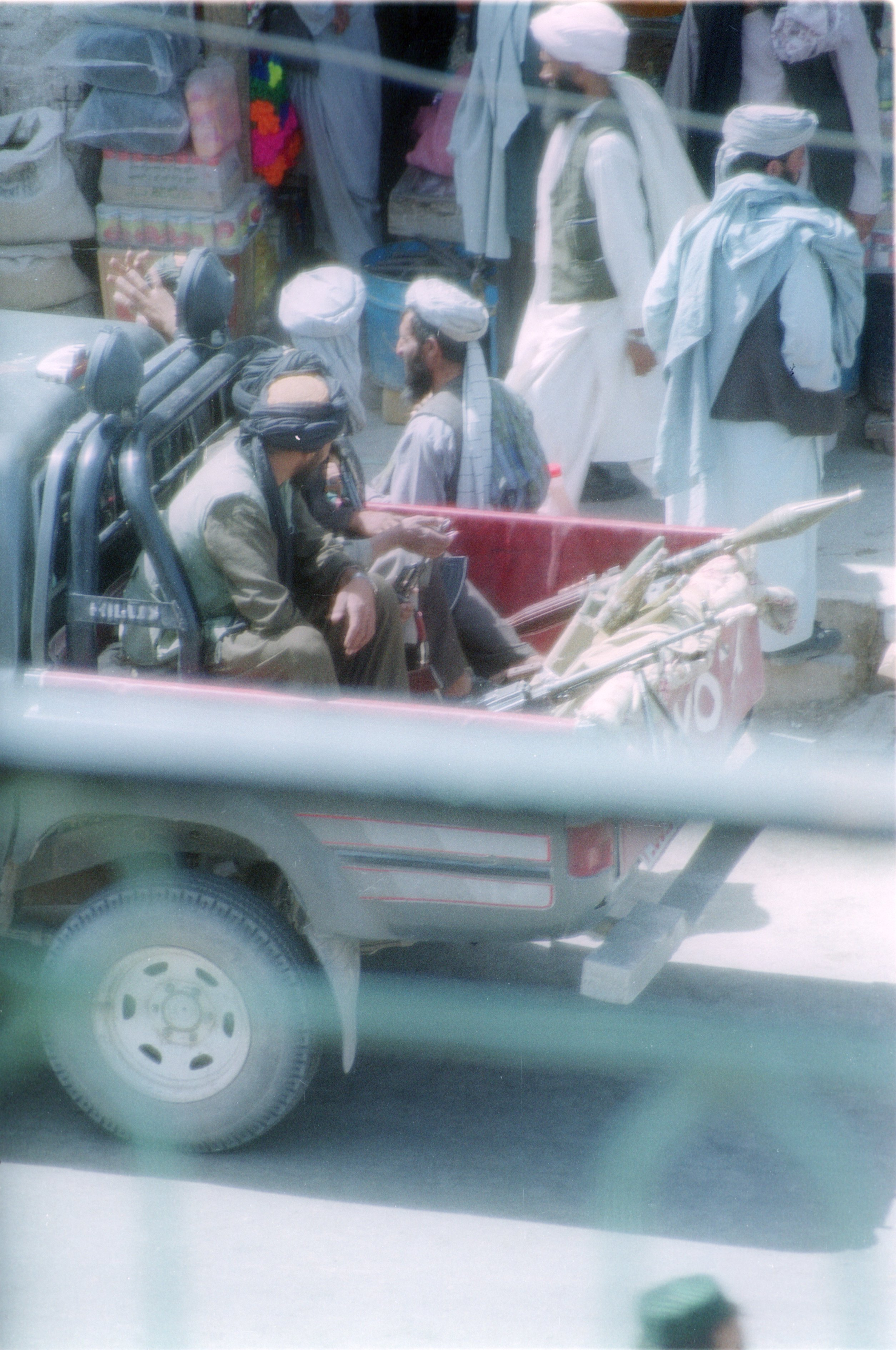
Tálibok Herátban (2001)

A fundamentalisták első ideológusuknak a pakisztáni Dzsamáate-Iszlámi megalapítóját, Abul-Alá Maudúdit (1903–1979) tartják, aki sajátosan kidolgozott vallási eszmékkel küzdött az idegen befolyás ellen. Úgy tartotta, hogy az idegenek védekezésre késztetik az igazhitűeket, így tehát nem csak jog az emberek által nyakukra ültetett helytartók elleni küzdelem, hanem kötelesség is, ezzel világméretű dzsihádra szólította fel a muszlim közösségeket. A dzsáhilijja, azaz a Próféta fellépése előtt létező barbárság és tudatlanság fogalmát a jelenkorra terjesztette ki, egyúttal feljogosítva érezte magát arra, hogy a dzsihádot az iszlám hatodik pillérének kiáltsa ki. Ez az elgondolás hittorzuláshoz vezetett és a az erőszak veszélyét hordozta magában.
A fundamentalizmus ideológiájának tudományos alapokon történő kidolgozása Szajjid Kutb (1906–1966) nevéhez fűződik. A kezdetben mérsékelt teológiai álláspontot hirdető, sőt, egyenesen a nyugati újításokat és a világi eszméket pártoló, az iszlámot nyugati mintára megreformálni törekvő elképzelései fokozatosan radikalizmusba csaptak át, miután a Muszlim Testvériséghez csatlakozva, nézeteiért Gamal Abden-Nasszer egyiptomi elnök 1956-ban bebörtönözte. A börtönben, rabtársai megkínzását látva, korának állapotát a dzsáhilijjához hasonlította, az állam magukat hívőnek valló vezetőit a vallástól idegen helytartóknak (Maudúditól eltérően, aki csak a nyugati társadalmakat nevezte barbároknak), akik a muszlim társadalmat vallástól idegen reformokkal igyekeznek ellehetetleníteni. Az ellenük meghirdetett dzsihád a muszlim közösség kötelessége. Ez a vallásértelmezés Mohamed tanainak teljes félreértelmezése, hiszen a Próféta vallási kérdésekben erőszakmentességet hirdetett, azonban Kutb szerint az erőszakmentesség csak az iszlám győzelme esetén érvényes tanítás. Szajjíd Kutbot 1966-ban összeesküvés vádjával, Nasszer személyes parancsára, kivégezték. Kutb ideológiai hatása a mai napig érezhető. Először azok a muszlim merénylők hivatkoztak rá, akik dzsáhilijjának bélyegezték Anvar Szádát korának egyiptomi társadalmát és Szadatot 1981. október 6-án meggyilkolták.
Abdullah Azzam (1941–1989) Jordán származású teoretikus harcos szószólója volt a globális dzsihádnak, és mint egyetemi tanár Szaúd-Arábiában jelentős szerepet játszott Oszáma bin Láden szemléletének kialakításában is. Egy tanulmányában írta: „Dzsihád és a puska egyedül: nincsenek tárgyalások, konferenciák és nincs párbeszéd? A dzsihád személyes kötelezettség marad, amíg azok az országok, amelyek régen muszlimok voltak, vissza nem térnek hozzánk, hogy rajtuk az iszlám uralkodjon megint: Előttünk feküdjön Palesztina, Buhara, Libanon, Csád, Eritrea, Szomália, a Fülöp-szigetek, Burma, Dél-Jemen, Taskent és Andalúzia..”
Juszuf al-Karadauinak, a Katarban élő egyiptomi vallástudósnak van ma a legjelentősebb globális hatása. Őt különböző iszlamista csoportok keresik meg, és veszik figyelembe nyilatkozatait és fetváit. Az iszlám viszonyát a hatalomhoz Haszan at-Turábi Szudánban és Muhammad Huszajn Fadlallah Libanonban taglalják, a vallás és demokrácia viszonyát Rashid al-Ganusszi elemzi írásaiban.

## Jelenkori mozgalmak

### Demokrácia és iszlamizmus
A 20. század végén tapasztalható iszlám újjászületés a 18. és 19. század folyamán történt vallási-politikai reform egy jelentős hagyatékára épít, egyben választ próbál adni a politikai törésvonalak okozta gazdasági, társadalmi és erkölcsi hanyatlásra is. Az iszlamizmusban megfigyelhető a hagyományos iszlám teljes átalakulása, de egyúttal a modernizáció eszköze, amely programot kínál az államhatalom megszerzésére is. Az iszlamizmus az iszlám változata a totalitarizmusra. Nem egy középkori program, hanem a 20. század feszültségeire és kihívásaira reagál.
Rashid al-Ghannushi Tunéziában és más teoretikusok is az iszlám olyan modern fogalmairól, különféle intézményi kapcsolatokról beszélnek, amelyek a múltban nem léteztek.
Olivier Roy szerint: "Ahelyett, hogy (az iszlamizmus) egyfajta reakció lenne a muzulmán társadalmak modernizációja ellen, az iszlamizmus éppen annak a terméke." 
A vidéken élők alacsony életszínvonala tömeges vándorlást indított el az elmaradott falvakból a városok felé, és a gyors urbanizáció túlzsúfolt településeket, a hagyományos családi, vallási és társadalmi értékek megbomlását hozta magával. A népesség lassan elfogadta a nyugati életmódot és lelkesen követte a modernitás megnyilvánulásait, ugyanakkor bírálta is azt az erkölcsi hanyatlás forrásaként. Hozzájárult ehhez a korrupció, a munkanélküliség, és a vagyoni különbségek is.
Az egyén szempontjából nagyobb hangsúlyt kaptak a vallási előírások (a mecsetek látogatottsága, a ramadán böjt, az alkohol és szerencsejáték elutasítása), növekedett a vallásos irodalom elterjedése, és új egyesületek vagy mozgalmak születtek, amelyek célja, hogy iszlamizálják a lakosságot.) Ezzel egy időben, az iszlám drámaian visszatért a közéletbe. Szerte a muzulmán világban megszokottá váltak a napi politikában az iszlám szimbólumok, szlogenek, ideológia. A muszlimok túlnyomó többsége számára az iszlám újjáéledése a vallási szertartásokon keresztül a kulturális azonosság egy újbóli megerősítése lett, amelyben újra központba kerültek a családi értékek és az erkölcsi normák. Az iszlamisták szerint a változásnak a népből kell kiindulnia, mégpedig egy fokozatos társadalmi átalakuláson keresztül, és ennek előfeltétele az iszlám törvény (saría) elfogadása.
Az 1970-es években iszlám megújulási mozgalom alakult ki, és egyre több, a hitet érvényesítő példa jelent meg az iszlám világban:
Moammer Kadhafi ezredes, líbiai vezető a „Zöld Könyv” megírásával kísérletet tett az iszlám szocializmus alapjainak teoretikus kidolgozására; Mohammad Ziaul Hakk 1977-es puccsa és egy iszlám kormányzati rendszer létrehozására irányuló felhívása Pakisztánban; Homejni ajatollah iráni forradalma 1978–79-ben; a mekkai nagymecset fegyveres elfoglalása 1979-ben; Anvar Szádát felhívása az iszlám vallási vezetőkhöz (ulema), hogy az 1973-as háborúját Izrael ellen nevezzék dzsihádnak, majd az ellene vallási szélsőségesek által elkövetett merénylet 1981-ben; az afgán mudzsáhedin ellenállás az 1980-as szovjet megszállás után.
Az újjáéledés okai változatosak, de az az iszlamizmus terjedését katalizátorként is szolgálták az általánosan elterjedt hibák:
Az 1967-es arab–izraeli háború, a maláj-kínai zavargások 1969-ben, az 1971-es bangladesi utódlási háború Pakisztánban, és a libanoni polgárháború az 1970-es évek közepén. Ezek az események a muszlim népesség körében egyfajta tehetetlenség-érzést keltettek, frusztrációt és csalódást a meglévő kormányokban.
 Az 1973-as arab–izraeli háború, az arab olajembargó, majd az 1978–79-es iráni forradalom azonban helyreállította a muszlim társadalmak önbecsülését.

### Aktivisták és a szélsőségesek
A síita iszlám (síizmus) legfontosabb mozgalma az 1979-es iráni forradalom, amely Irán társadalmi berendezkedésének teljes átalakításával járt, és amelynek hatása a muszlim világban rendkívülinek tekinthető. A 21. század elején Iránban, Szudánban és Afganisztánban iszlamista kormányok vannak hatalmon. Jelentős ellenzéki erő Algériában, Egyiptomban, Törökországban, Libanonban, és palesztin területen.
Szaúd-Arábia és Líbia nem tekinthető iszlamista államnak. A Szaúd-Arábiában állami szinten jelenlevő vahhabita vezetés, illetve a tálib rendszer Afganisztánban kísérleteknek tekinthetők, hogy kiterjesszék a középkori iszlám egy eszményített változatát egy egész országra. A vahhabita rezsimek nem reagálnak a modern ideológiákra. Ezzel szemben az iszlamizmus a modern muszlim hívő válasza a modernitás által felvetett problémákra és ideológiákra.
Szaúd-Arábiában a vahhabizmus célja a status quo megőrzése, és szinte teljesen apolitikus, az ellenzék nagyrészt iszlamistákból áll.
A tálibok közelebb állnak az iszlamizmus fogalmához, amennyiben politikai változást szeretnének. Államfelfogásukban megpróbálják lecserélni a modern kulturális értékeket a régi, iszlám hagyományokra. Ez egyfajta mitikus múltba való öntudatos visszatérés.
Az Afganisztánban 1994-ben hatalomra került tálibok alapvetően kutbista ideológiától áthatva alakították ki hatalmi rendszerüket. Ősiszlám értelmezésük szerint a kormányt álimoknak (iszlám jogtudósoknak) kell irányítaniuk, és vissza kell térni Mohamed és társainak államfelfogásához. A nőket nem engedték dolgozni és fátyolviselésre kötelezték őket, bevezették az ősi büntetési módokat: a csonkítást és megkövezést. A rádió és televízió csak vallási műsorokat sugározhatott, az iskolai oktatás szigorú vallási alapon, medreszékben szerveződött. Iszlámértelmezésük azonban Mohamed eredeti tanainak totális eltorzítása, a kisebbségek, a nők elnyomása a Próféta tanaival gyökeresen ellentétes. Vallási türelmetlenségük az erőszak államát hozta létre Afganisztánban.
Az iszlamizmust a vahhabizmustól vagy a tálib ideológiától az különbözteti meg, hogy az iszlamisták megpróbálják az iszlám törvényeket és szokásokat a mai kornak megfelelő közegbe helyezni, és puszta megőrzésük helyett azokat kiterjesztik, továbbfejlesztik.
Míg egyes kormányok és szakértői úgy látják az iszlám fundamentalizmust, mint jelentős veszélyt a társadalom stabilitására és a globális politikára, mások hangsúlyozzák, hogy fontos megkülönböztetni az eredeti népi mozgalmakat, amelyek hajlandóak részt venni a legitim társadalmi rendszerben azoktól, akik erőszakos eszközökkel igyekeznek megbuktatni a fennálló kormányokat.
Az 1980-as években megnőtt a nyugati társadalmak félelme Irántól, az iráni forradalom exportjától és a közbeszédet olyan szélsőséges szervezetek képei uralták, akik erőszakos cselekedeteket hajtottak végre.
A kisebbségi radikális szélsőségesek, olyan nevekkel mint Iszlám Dzsihád, az Iszlám Felszabadítási Front és az al-a Jama al-Islamija, a muzulmán világ számos részén továbbra is léteznek. Az egyiptomi al-a Jama al-Islamija a kilencvenes években hadat üzent a kormánynak, megtámadott és megölt kopt keresztényeket, külföldi turistákat, és egyéb szélsőségesekkel együtt vélhetően World Trade Center elleni első (1993) bombamerényletek elkövetői is voltak.
Az 1990-es évek elejétől létrejött radikális, sokszor erőszakos terrorista csoportosulások közül a legismertebb a hírhedt al-Káida és vezetője, Oszáma bin Láden. Szélsőséges nézeteiről, terroristaakcióiról ismert a síiták által irányított és Szíriában, Libanonban aktív Hezbollah („Isten pártja”) is.
Az iszlám aktivizmust azonban nem ezek a szélsőséges terrorista csoportok jellemzik, hanem olyan társadalmi és politikai erőnek tekinthető, amely a rendszeren belül próbál eredményeket elérni. Egyre több alapvetően iszlamista szervezet véli úgy, hogy elfogadható az, ha együttműködnek nem vallási pártokkal is. A 21. század elején úgy tűnik, hogy az iszlamistáknak lehetőségük lesz résztvenni a legális politikában, feltéve, hogy elfogadják az adott állam szekuláris jellegét. Az 1980-as évek végén, és az 1990-es évek elején azonban az iszlám mozgalmak már megkülönböztethetők voltak, a nyugati elemzők, és a közvélemény nem egy monolit fenyegetésként értelmezték azokat. Amennyiben a kormány megnyitotta a legális politikai rendszert az iszlám szervezetek felé, és azok részt vettek a választásokon, hamarosan vezető ellenzéki erőként jelentkeztek. Ugyanakkor a politikai út megnyitása a fennálló államhatalom részéről növelte az elnyomás mértékét is.
Algériában az Iszlám Megmentési Front az 1990-es évek elején önkormányzati és parlamentáris választásokat nyert, és úgy tűnt, hogy kormányra kerül, amikor az algériai hadsereg beavatkozott és megakadályozta az iszlamisták győzelmét, ami az algériai polgárháború kitöréséhez vezetett. Egyes szakértők szerint ezek a kormányok nem demokratikusak, a biztonsági erőkre támaszkodva vannak hatalmon, és ez már önmagában a szélsőséges, radikális iszlamisták megerősödését eredményezheti. A muszlim világban a tekintélyelvű rendszerek még mindig érvényesek. A mozgalmak jelentősége az, hogy bizonyos történelmi szerepeket, mint például a politikai rendszerek liberalizációját beteljesítsék, még akkor is, ha alapvetően nem ez a céljuk. A jordániai Muszlim Testvériség például fontos lépéseket tett a nők szavazati jogának megszerzése felé.
Az iszlamisták jelenleg támogatják az olyan értékeket, mint a demokrácia és az emberi jogok, éppen azért, mert a muszlim hívő az elsődleges áldozata ezek hiányának. Irán, a maga iszlám tapasztalatával, az ezredforduló utáni évtizedben fájdalmasan halad a valódi politikai fejlődés, a liberalizáció felé. Az iráni társadalom politikai szempontból a 21. század első évtizedének végére nyitottabb, mint a sah idejében volt.
Olyan országokban, mint például Egyiptom, fiatal politikai aktivisták már alulról szerveződő társadalmi és kulturális mozgalmakon keresztül találják meg a módját a meglévő hatalmi rendszerek átalakításának. Céljuk a társadalom iszlamizálása, és nem pedig a kormányok átalakítása, amely sokak szerint elnyomáshoz és erőszakhoz vezetne.
Sokan úgy vélik, hogy ha az iszlamisták bekerülnek a politikai küzdelmekbe, akkor politikai hatalomra törekszenek. Az ilyen vélekedésnek ellentmond Abd al-Karim Sarush iráni szellemi vezető, aki kifejezetten tiltaná a papság részvételét a politikában, és úgy véli, ha magának az iszlámnak alulról elkötelezett a társadalom, akkor ez már beteljesíti az iszlám törvényeket. Nem beszél a saríáról, hanem kultúráról és értékekről. Ennek megfelelően sokan vitatják hogy az iszlamizmus legfőbb célkitűzése egyenesen az iszlám jogrendszer, a saría bevezetése lenne. Az iszlamizmus célkitűzései messze túlmutatnak a saría egyszerű alkalmazásán, elsődlegesen a hívő erkölcsi, etikai kérdéseire igyekszik megoldást találni a politika világában.
A radikális iszlamisták viszont úgy vélik, hogy a világi kormányok, még ha be is hívnak vallási pártokat az államok vezetésébe, nem lesznek jobbak, ezért ezeket a kormányokat meg kell dönteni, és iszlamista vezetést kell létrehozni, amelyik az iszlám törvény alapján kormányoz. Ezek a radikális forradalmi csoportok, bár viszonylag kis tagsággal rendelkeznek, hatékony eszköznek bizonyulnak a politikai nyugtalanság és zavarkeltés, sőt szélsőséges agresszív megnyilvánulások terén. Ezeknek az erőknek azonban nem sikerül a tömegek mobilizálása.
A 21. század elején az iszlamista szervezetek iszlám alapokon működő egyesületeket, iskolákat irányítanak, klinikákat, kórházakat, bankokat hoznak létre, és olyan kiadóvállalatokat üzemeltetnek, amelyek az iszlám erkölcs és törvények jellegét népszerűsítik. Eközben szociális és jóléti szolgáltatások sorát ajánlják fel a társadalom széles rétegei számára. A muszlim elit új generációja már magasan kvalifikált, képzett és inkább az iszlámnak elkötelezett, mint világi központú. Találunk köztük orvosokat, mérnököket ügyvédeket, tanárokat, szociális gondozókat, akik arra törekednek, hogy a társadalom egészében valósítsanak meg iszlám alternatívákat vagy mutassanak fel egységes iszlám világnézetet.